# ابراهیم الراوی
ابراهیم الرّاوی (۱۸۶۰ – ۱۹۴۶) (نسب: ابراهیم بن محمد بن عبدالله بن رجب) صوفی عراقی و شیخ طریفت رفاعیهٔ بغداد بود. زادهٔ راوه، از پانزده‌سالگی ساکن بغداد شد و همان‌جا درس خواند و درگذشت. سور الشریعة فی انتقاد نظریات أهل الهیئة والطبیعة و الأوراق البغدادیة فی الحوادث النجدیة از آثار اوست.